# Malbone (mansión)
Malbone es la mansión más antigua en la ciudad de Newport, en la costa del estado de Rhode Island (Estados Unidos). La finca original de mediados del siglo XVIII fue la residencia de campo del coronel Godfrey Malbone de Virginia y Connecticut. La casa principal se quemó durante una cena en 1766 y la estructura restante permaneció inactiva durante muchos años hasta que el abogado de Nueva York Jonathan Prescott Hall construyó una nueva residencia almenada de aproximadamente 540 m² directamente sobre las antiguas ruinas cubiertas de hiedra.

## Historia
Ubicada en Malbone Road, la finca tiene una historia que se remonta a mediados del siglo XVIII, pero la actual casa principal fue construida entre 1848 y 1849. La finca sirvió fue la residencia de campo del coronel Godfrey Malbone de Virginia y Connecticut. Este se enriqueció mediante la trata de personas, convirtiéndose en uno de los esclavistas más ricos de Newport durante la década de 1740 recurriendo al saqueo y al comercio triangular de esclavos. 
La mansión de 1741 de Malbone fue diseñada por Richard Munday, que también diseñó la Trinity Church y la Old Colony House. La mansión era tan grande que se la consideraba la mejor casa de todas las colonias.
El futuro presidente George Washington cenó en Malbone en febrero de 1756 cuando visitó al coronel, su amigo de infancia en Virginia. En 1766, durante una cena de gala, un incendio en la cocina redujo la casa a un montón de escombros de arenisca. Según varios relatos, Malbone no vio ninguna razón para interrumpir la fiesta que estaba dando.
Desde 1766, el año del incendio, hasta la década de 1840, las ruinas de la finca de Malbone fueron una atracción.

### Mansión de 1840

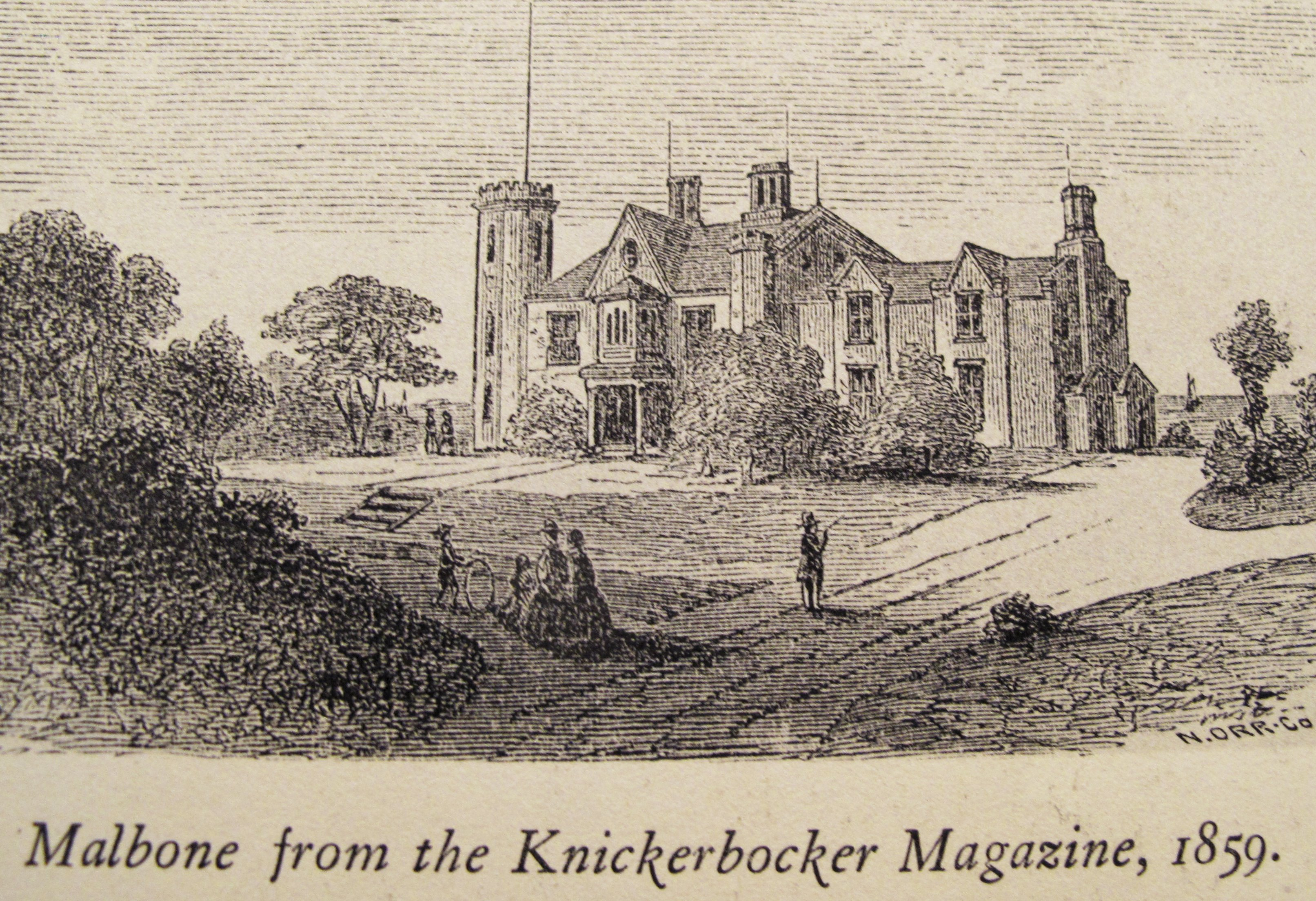
Malbone Castle como aparece impresa en The Architectural Heritage of Newport Rhode Island 1640 - 1915 (y acreditado originalmente de la Revista Knickerbocker, 1859).

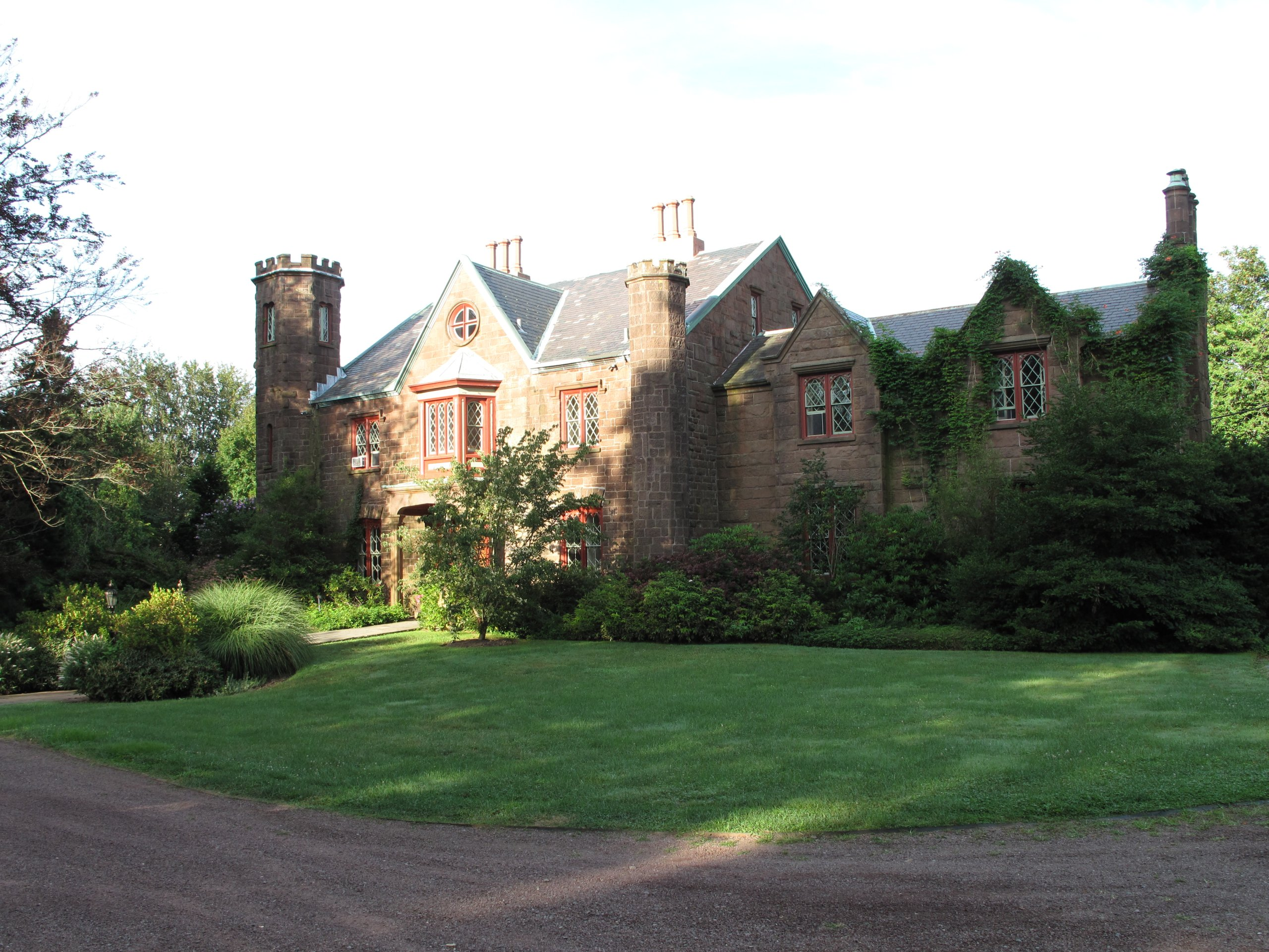
Malbone en 2013.

En 1848 Jonathan Prescott Hall construyó una nueva mansión directamente sobre las antiguas ruinas cubiertas de hiedra. Hall era un eminente abogado de Nueva York y descendiente directo de dos firmantes de la Declaración de Independencia.
Hall y su esposa le encargaron a Alexander Jackson Davis, un arquitecto neoyorquino del siglo XIX, que diseñara una casa de arenisca rosa de Connecticut en el popular estilo neogótico de la época, incorporando algunos elementos originales como la puerta cochera de la casa anterior. Hall, fiscal de los Estados Unidos para el Distrito Sur de Nueva York, murió en septiembre de 1862.
En 1875, los interiores de la casa fueron remodelados bajo la supervisión del destacado arquitecto local Dudley Newton quien agregó una "enorme escalera de roble tallado". La mansión permaneció en la misma familia durante más de 130 años, y sirvió como la "cabaña" (cottage) de verano de la familia Morris-Bedlow (incluido Lewis Gouverneur Morris), una familia prominente de Nueva York que ocupó cargos de relevancia social y política en Estados Unidos y Newport en los siglos XVIII y XIX.
Malbone tuvo algunos de los jardines formales más destacados de Estados Unidos durante los siglos XVIII y XIX. Estos fueron plantados originalmente al sur de la casa porque era desde esta dirección que los visitantes y comerciantes de la ciudad de Newport se acercaban a la finca. Prescott Hall los renovó entre 1848 y 1850, ampliándolos a 68796 m² y contratando a Andrew Jackson Downing, el principal diseñador de paisajes de mediados del siglo XIX y defensor de la filosofía arquitectónica. Downing se asoció con Calvert Vaux para diseñar los terrenos de la Casa Blanca y el National Mall, colaboró con Frederick Law Olmsted para diseñar Central Park y es ampliamente considerado como el "Padre de la arquitectura paisajista estadounidense". Los jardines de Malbone se han restaurado recientemente con énfasis en los caminos de ladrillo bordeados por bojes, el canal central de piedra, cuatro sauces llorones prominentes y el camino de carruajes bordeado de hayas, todos los restos del diseño original de Downing de 1848.

### En la actualidad
La propiedad fue incluida en el Registro Nacional de Lugares Históricos en 1976. Los terrenos de la finca "contienen la mayor colección de hayas europeas en América del Norte".
La familia Morris legó Malbone a la Sociedad de Preservación del condado de Newport en 1978, quien vendió la propiedad a Patricia y Philip Archer Thomas en 1980. Alrededor de 1994, las 7 ha de Malbone fueron adquiridas por James Leach, que fue sede de la Corte Suprema de los Estados Unidos Justicia Ruth Bader Ginsburg allí en 2004. En 2013, Leach puso la propiedad a la venta por 2,2 millones de dólares, y fue comprada por la familia Brede de Wellesley, Massachusetts. La mansión sigue siendo una residencia privada hasta el día de hoy, la única mansión antigua sobreviviente de Newport que no está abierta a visitas ni al público.

## Galería
Fotografías exteriores de 1933 (Biblioteca del Congreso)

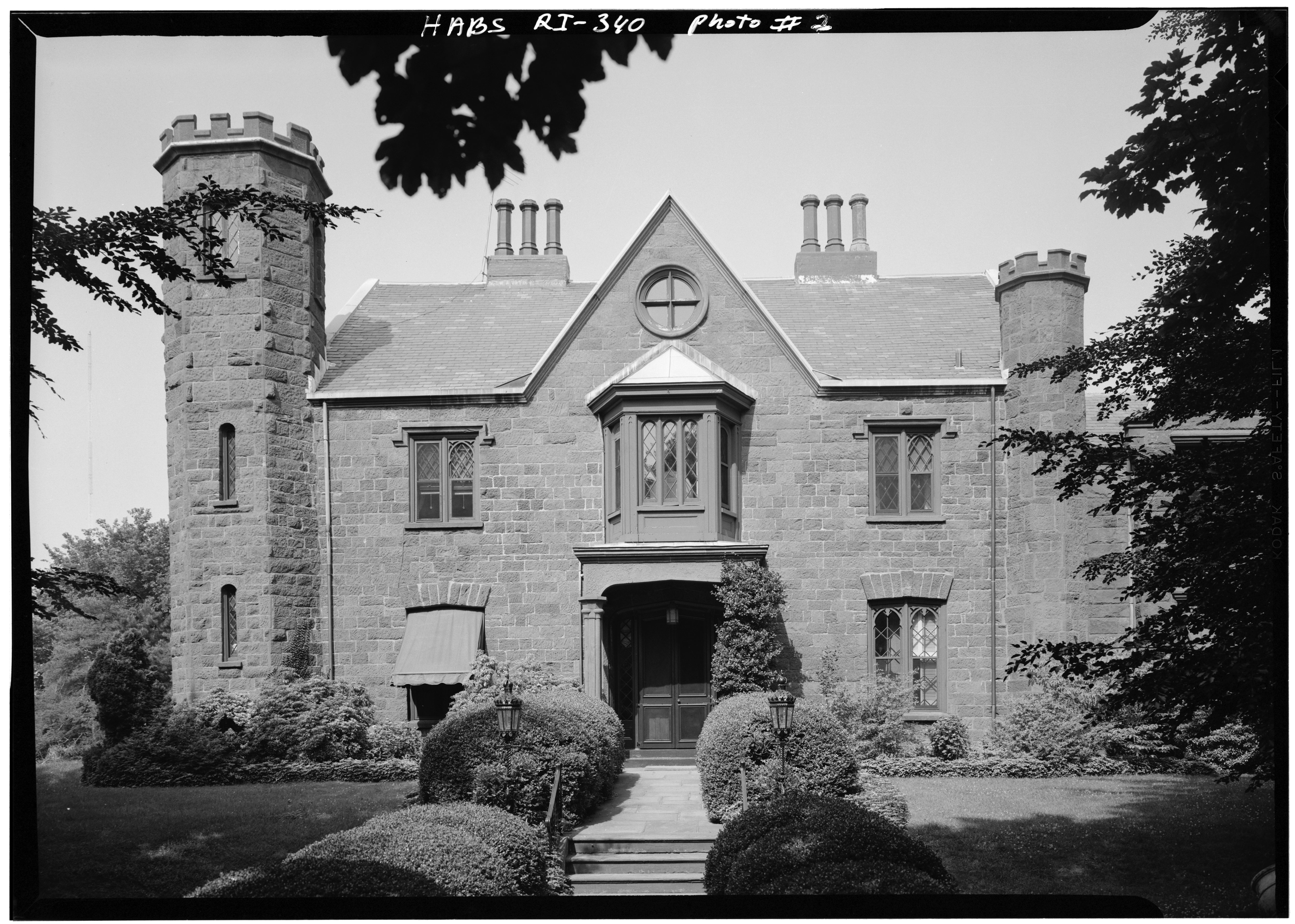
Frente este, mirando al oeste
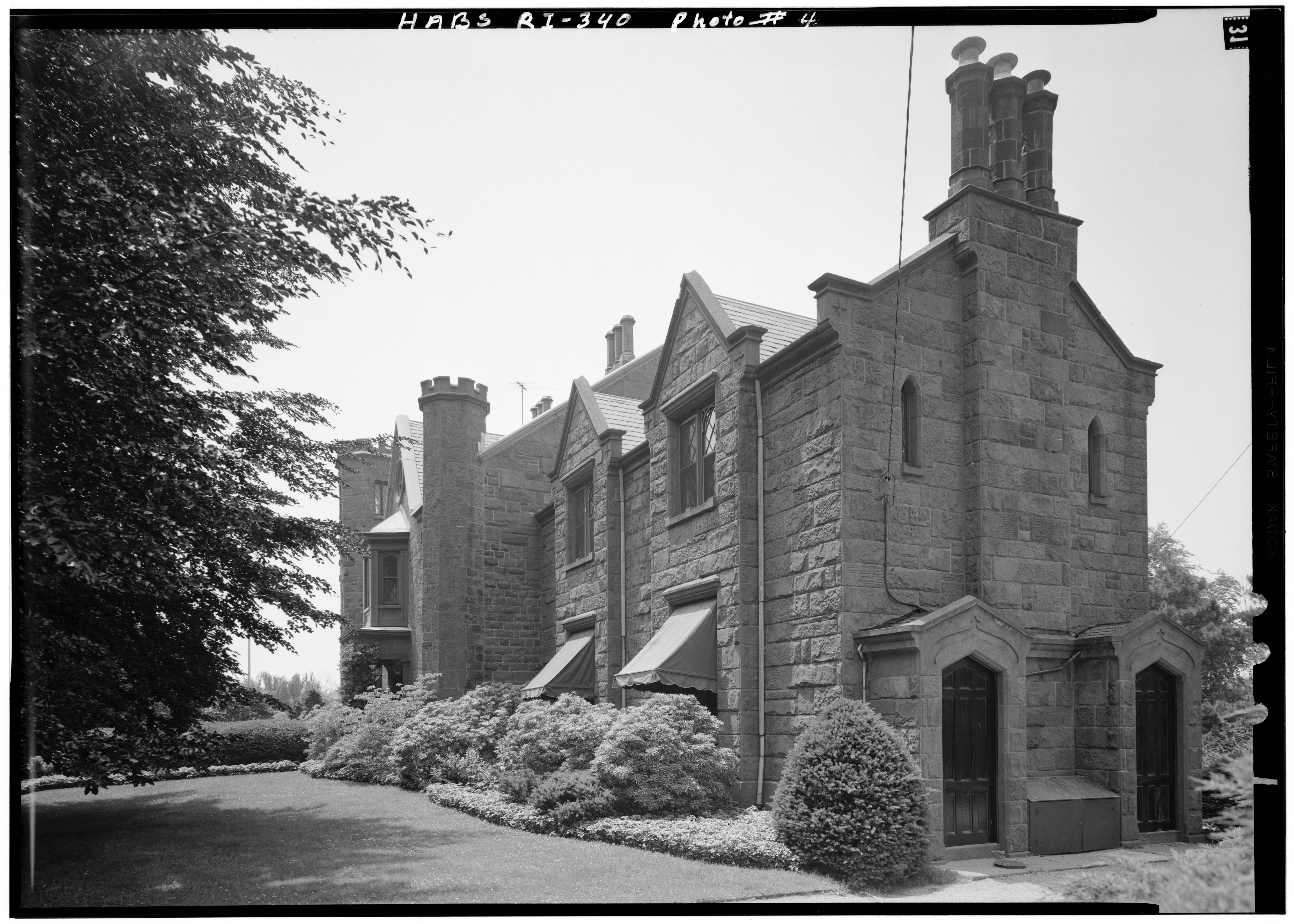
Ala comedor del noreste
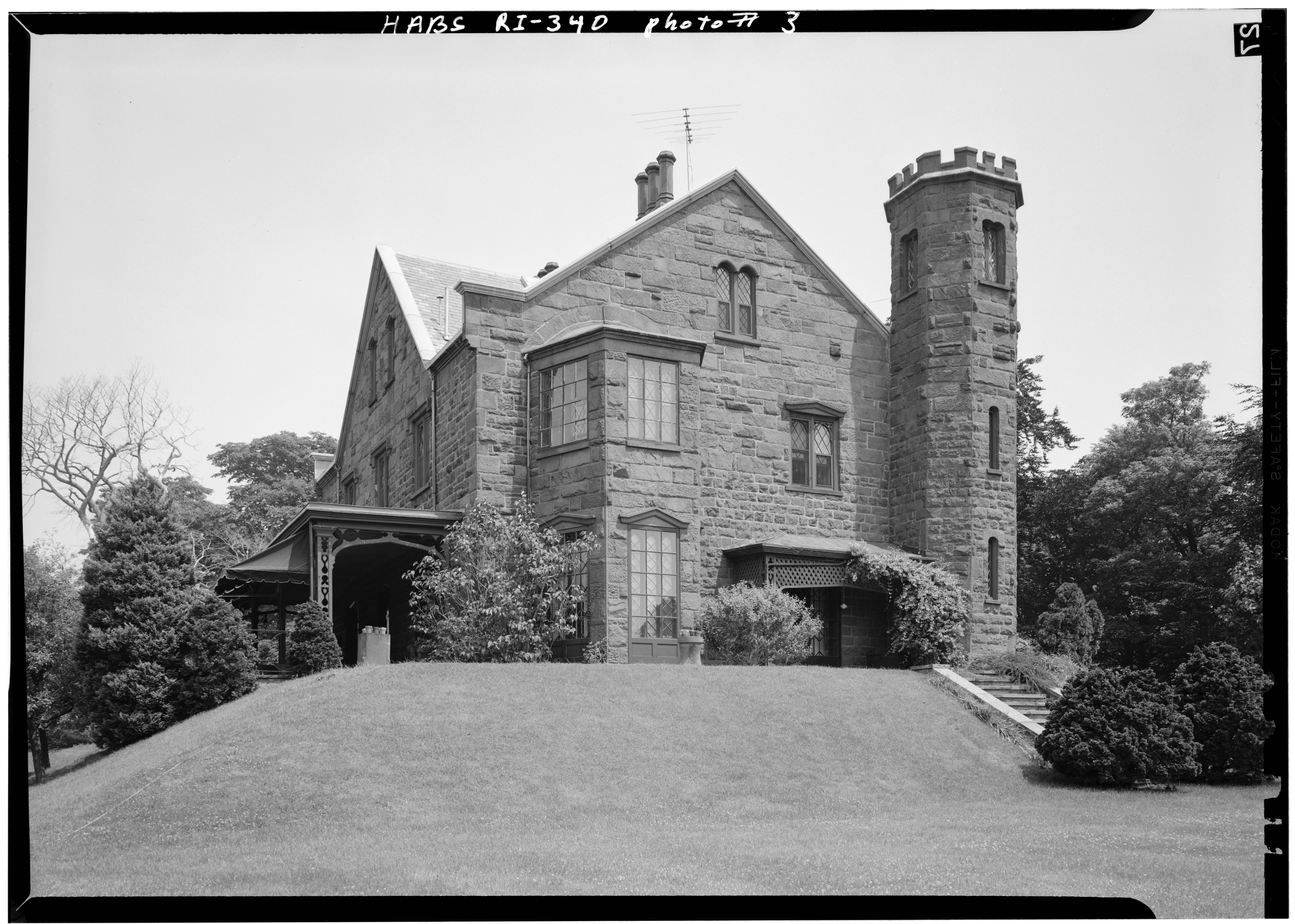
Flanco sur desde el suroeste
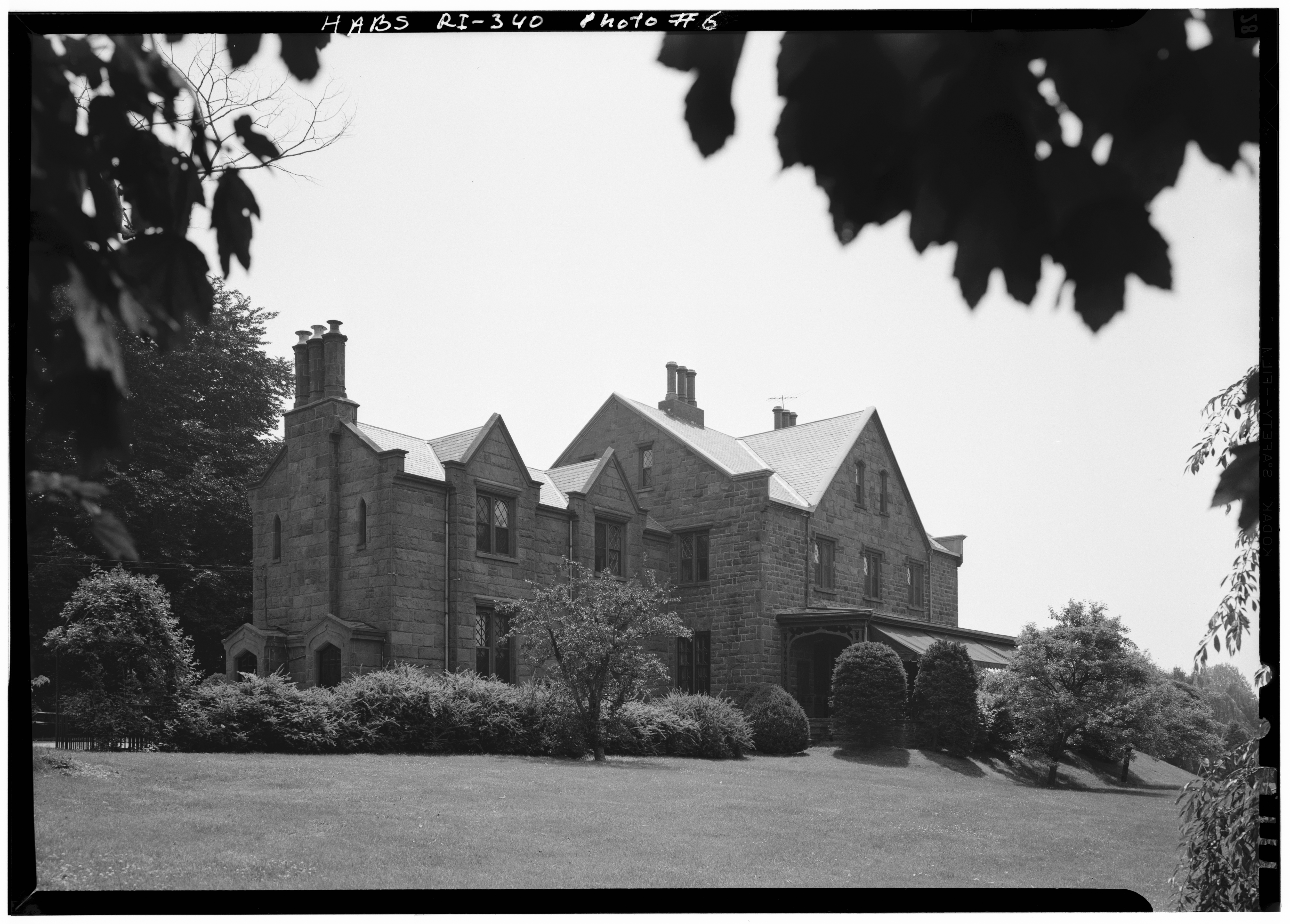
Flanco oeste desde el noroeste
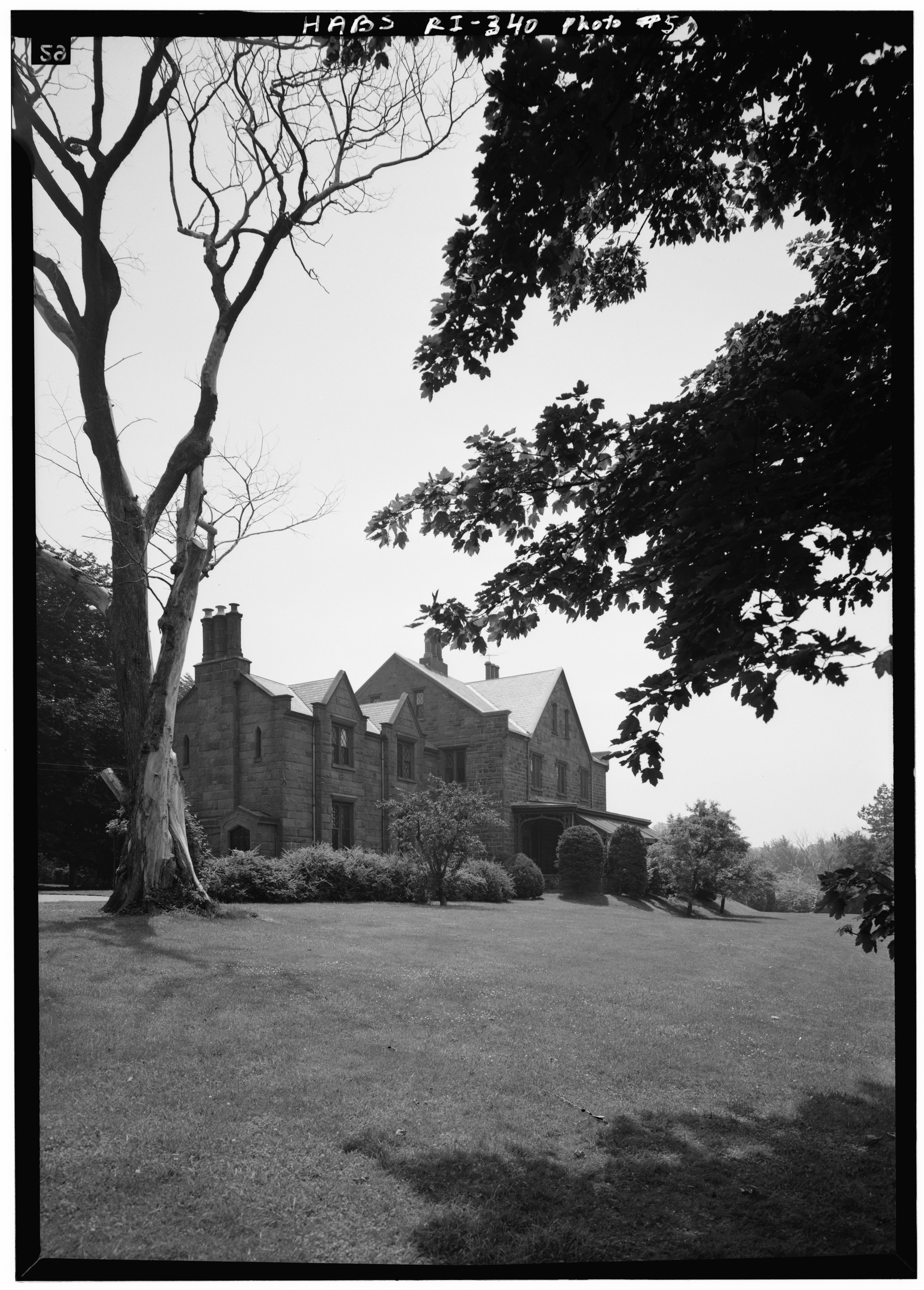
Flanco oeste desde el noroeste

Fotografías de interiores de 1933 (Biblioteca del Congreso)

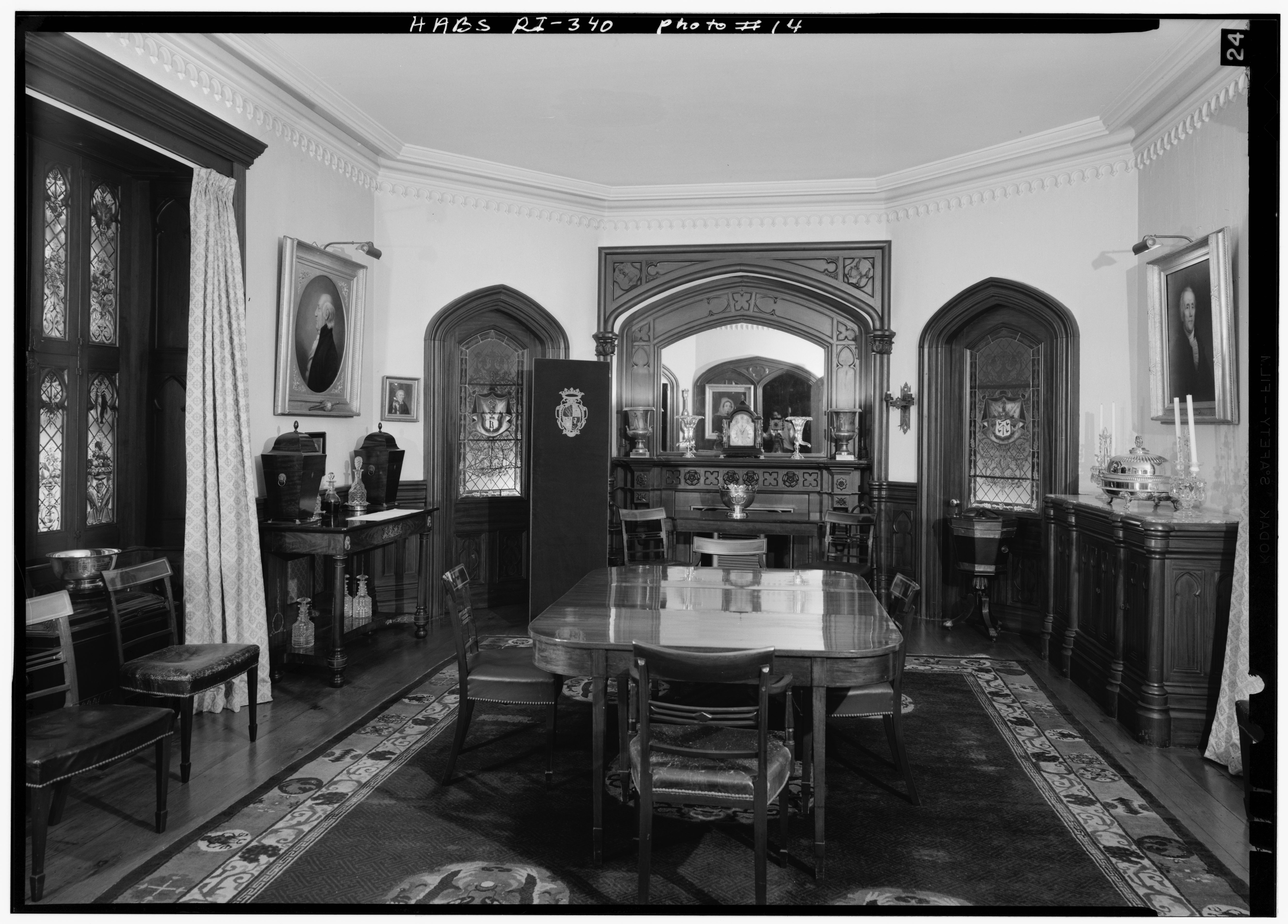
Comedor
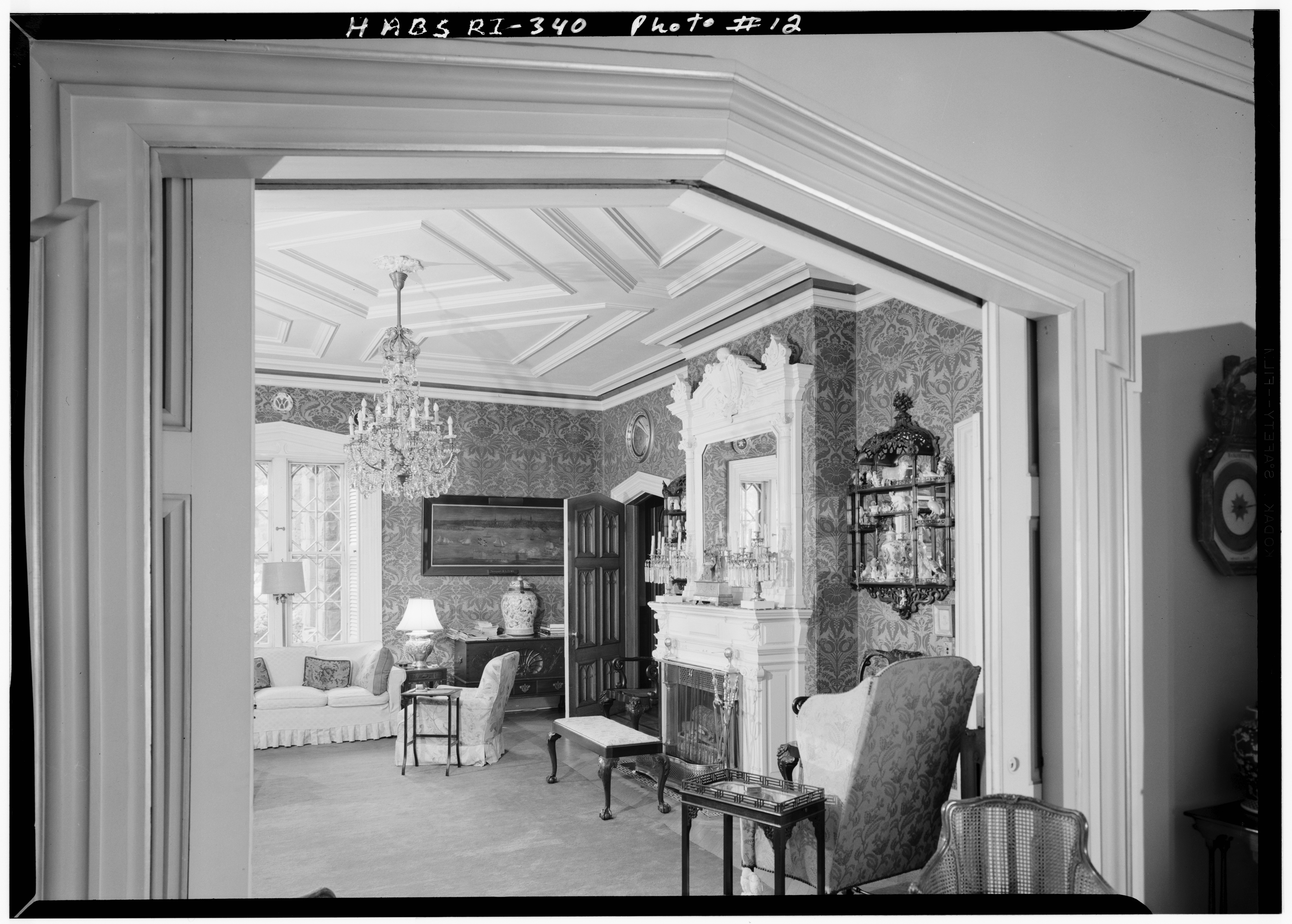
Salón norte
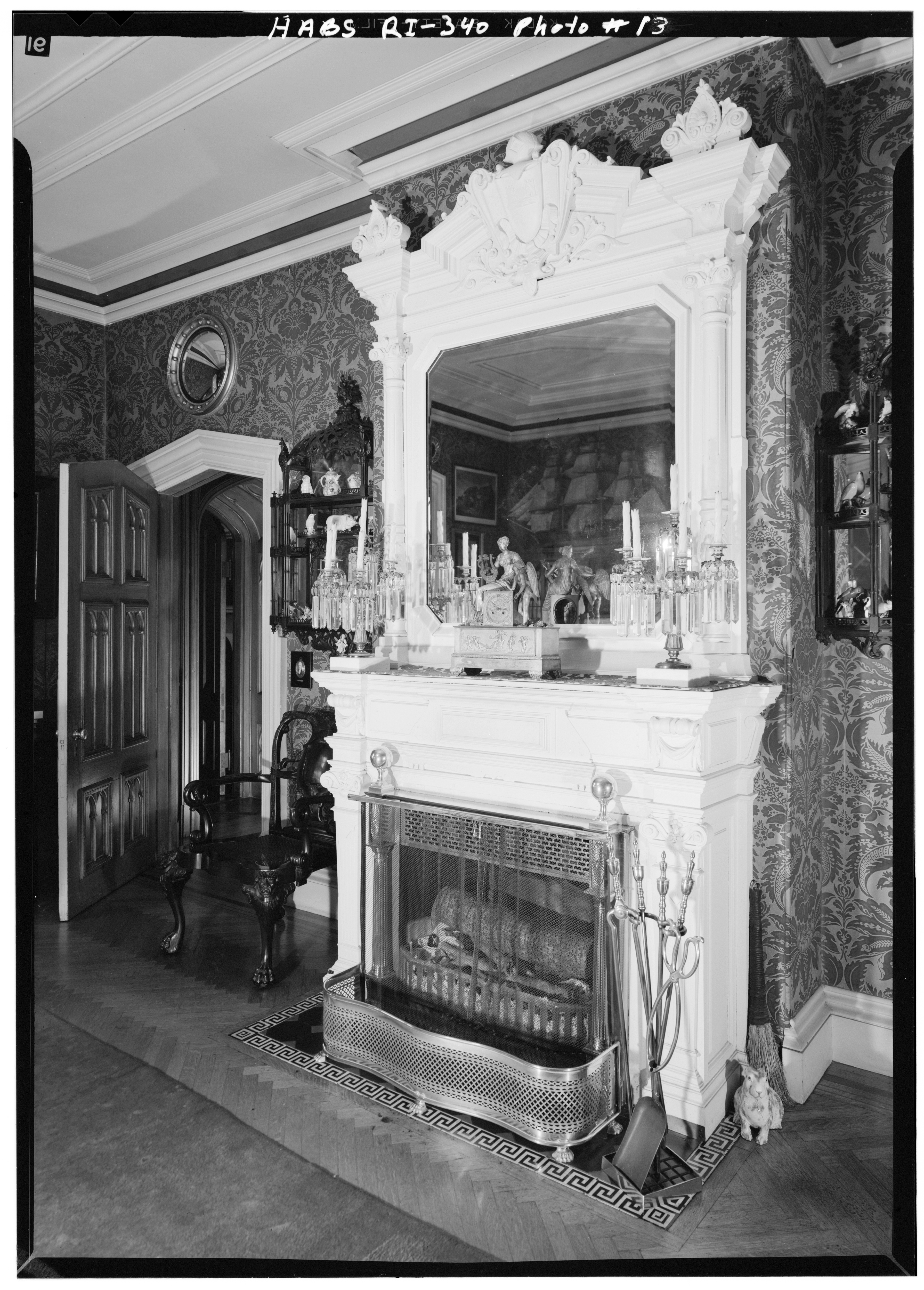
Chimenea del salón norte
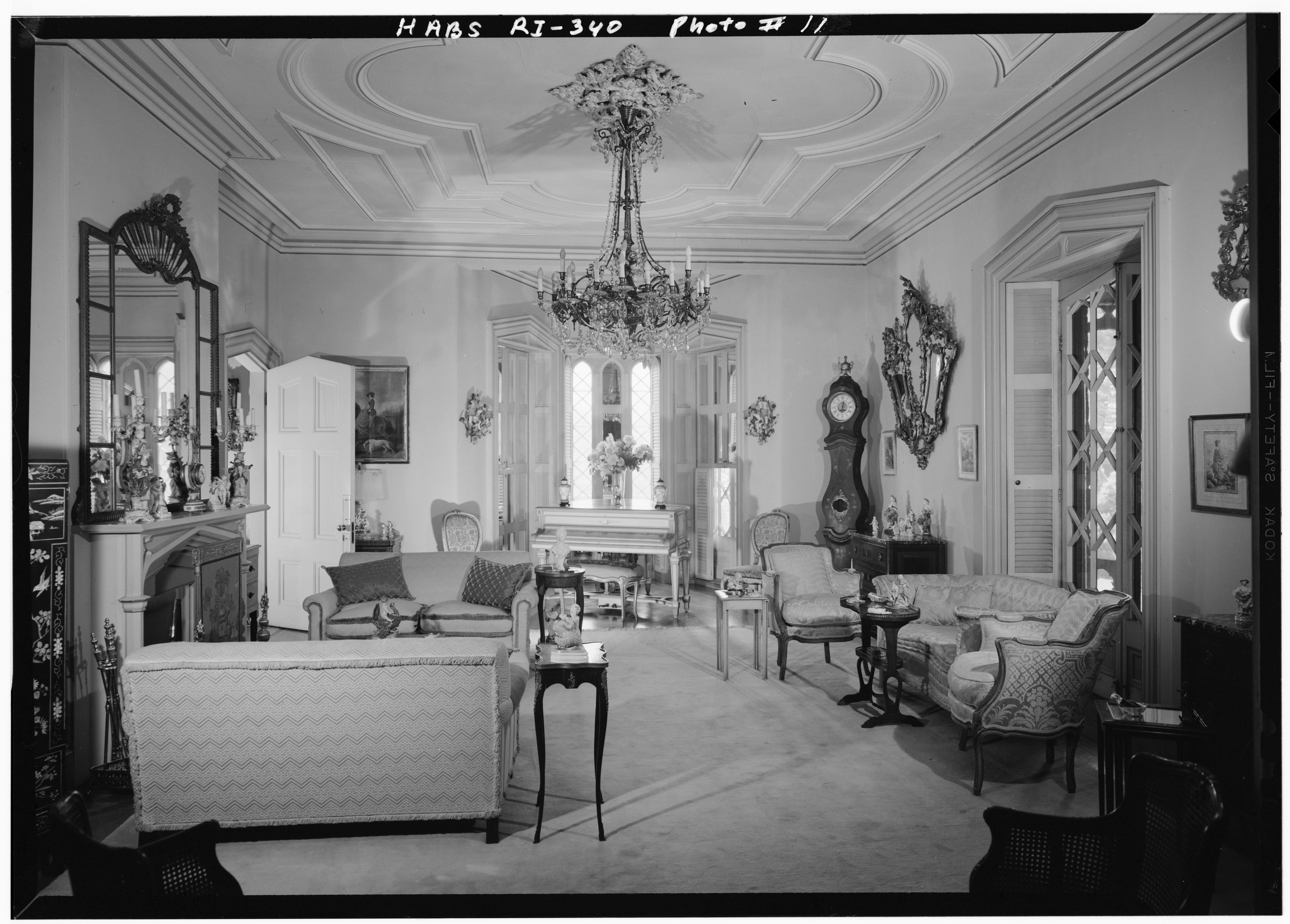
Vestíbulo de entrada